# Mitch Duggan
Mitchell Duggan (sinh ngày 20 tháng 3 năm 1997) là một cầu thủ bóng đá thi đấu ở vị trí tiền vệ hoặc wing back. Trước đó ông có khoảng thời gian thi đấu cho mượn tại Warrington Town và Marine. Anh bị giải phóng bởi Tranmere cuối mùa giải 2017–18.